# Dendropicos poecilolaemus
Dendropicos poecilolaemus е вид птица от семейство Picidae.

## Разпространение
Видът е разпространен в Камерун, Демократична република Конго, Кения, Нигерия, Руанда, Судан, Уганда, Централноафриканската република, Чад и Южен Судан.